# San Lorenzo Maggiore (Neapel)

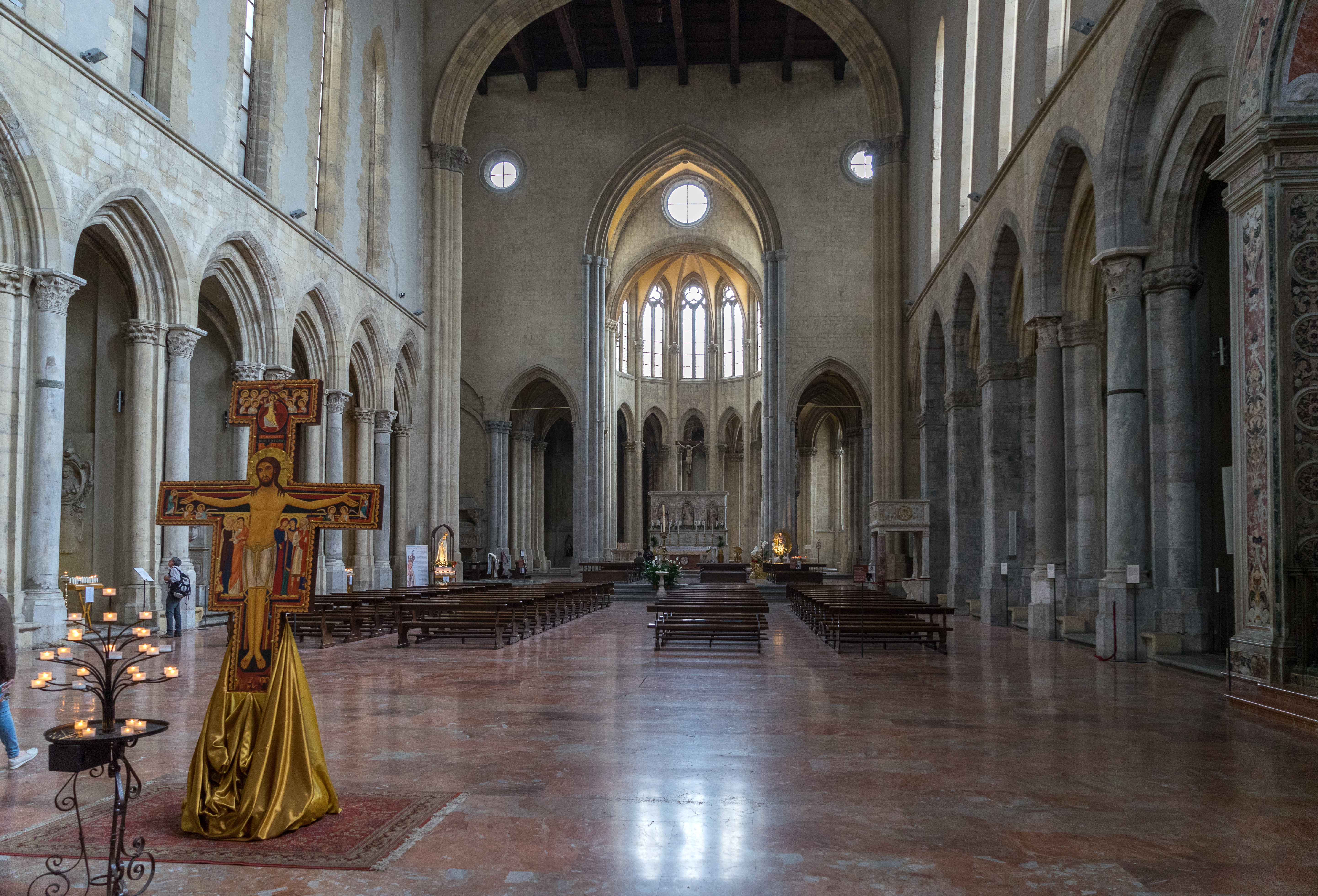
Das Innere der Kirche San Lorenzo Maggiore, Neapel

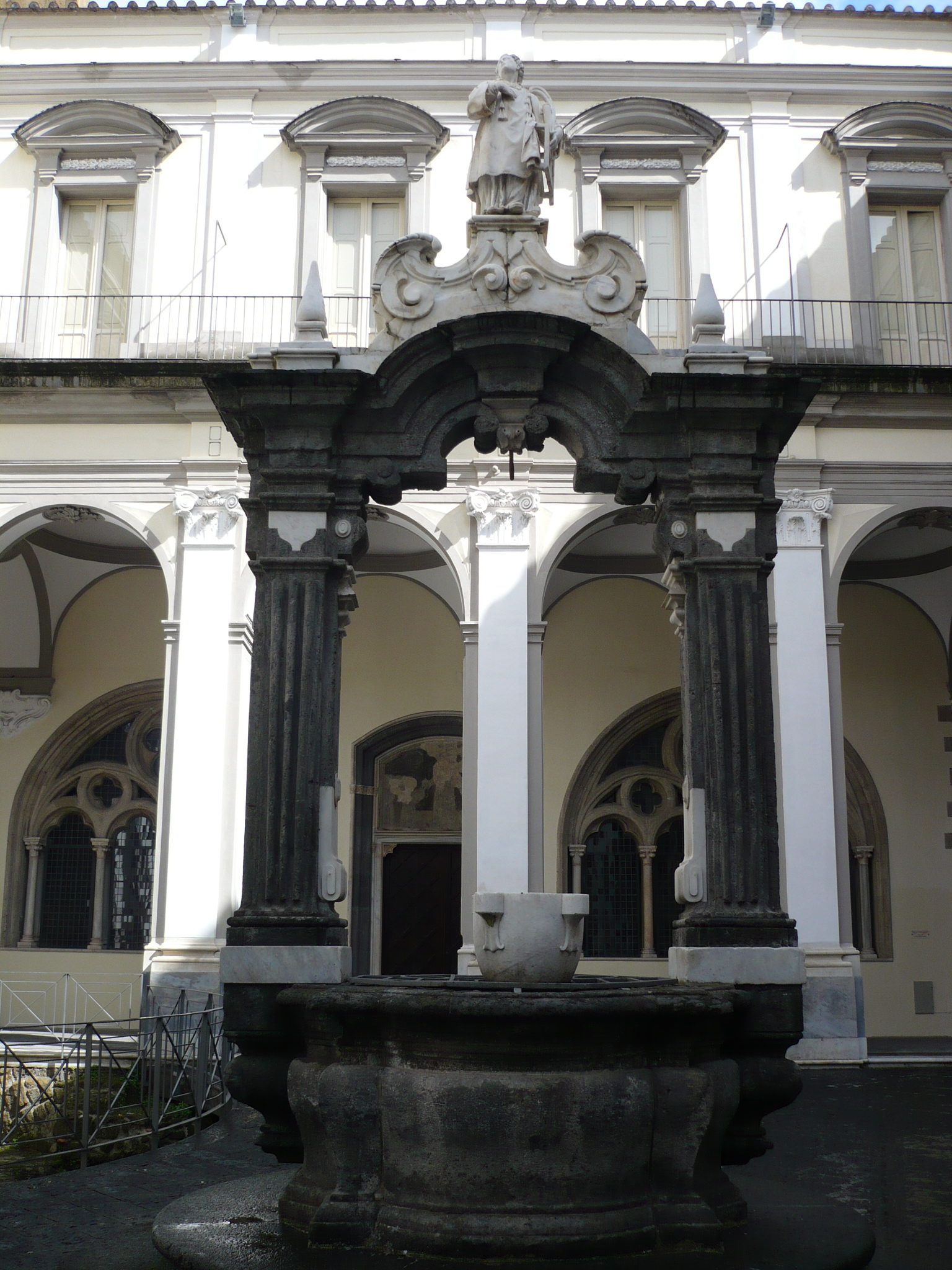
Innenhof des Klosters San Lorenzo

San Lorenzo Maggiore ist eine Kirche und ein ehemaliges Kloster in Neapel, Italien. Sie befindet sich geografisch genau im Zentrum der antiken griechisch-römischen Stadt, an der Kreuzung der Via San Gregorio Armeno und der Via dei Tribunali. Den Namen „San Lorenzo“ tragen auch das in den Gebäuden des Klosters neu eröffnete Museum und die archäologischen Ausgrabungen eines griechisch-römischen Marktes unter der Kirche.

## Geschichte
Den Ursprung der Kirche legte der Franziskanerorden noch während der Lebenszeit des Hl. Franz von Assisi. Der Standort der heutigen Kirche wurde dem Orden zur Verfügung gestellt als Ausgleich für die Enteignung des Geländes der bisherigen Kirche des Ordens durch Karl I. von Anjou, der dort seine neue Festung, das Castel Nuovo erbaute.

## Architektur
San Lorenzo Maggiore ist ein Musterbeispiel des Gotico Angioiano des Königreichs Neapel. Der Umgangschor mit seinen Kreuzrippengewölben folgt dem Muster der französischen Krondomäne um Paris. Querhaus und Schiff gehören hingegen einer typisch italienischen Form der Gotik an, mit spitzbogigen Arkaden, aber offener Sicht in den Dachstuhl. Nur die niedrigen Seitenkapellen haben hier Kreuzrippengewölbe. Sie wurden später stark barockisiert.

## Ausstattung
Zwei der Kapellen in der gotischen Kirche wurden später von Cosimo Fanzago im Stile des Barock mit zahlreichen Intarsien und farbigem Marmor umgestaltet. Im Kirchenschiff sind prachtvolle Bodenmosaiken des 6. Jahrhunderts aus der Laurentiuskirche, einem frühchristlichen Vorgängerbau, erhalten.

## Museum
Das neu eröffnete Museum belegt drei Stockwerke um den Innenhof und erläutert die Geschichte des Geländes um San Lorenzo von der klassischen Antike bis in die Neuzeit. Unterhalb von San Lorenzo wurde der antike römische Markt der Stadt Neapolis mit zahlreichen Räumen ausgegraben. Dies sind die einzigen größeren Ausgrabungen der griechisch-römischen Vergangenheit Neapels in der Innenstadt und können besichtigt werden.

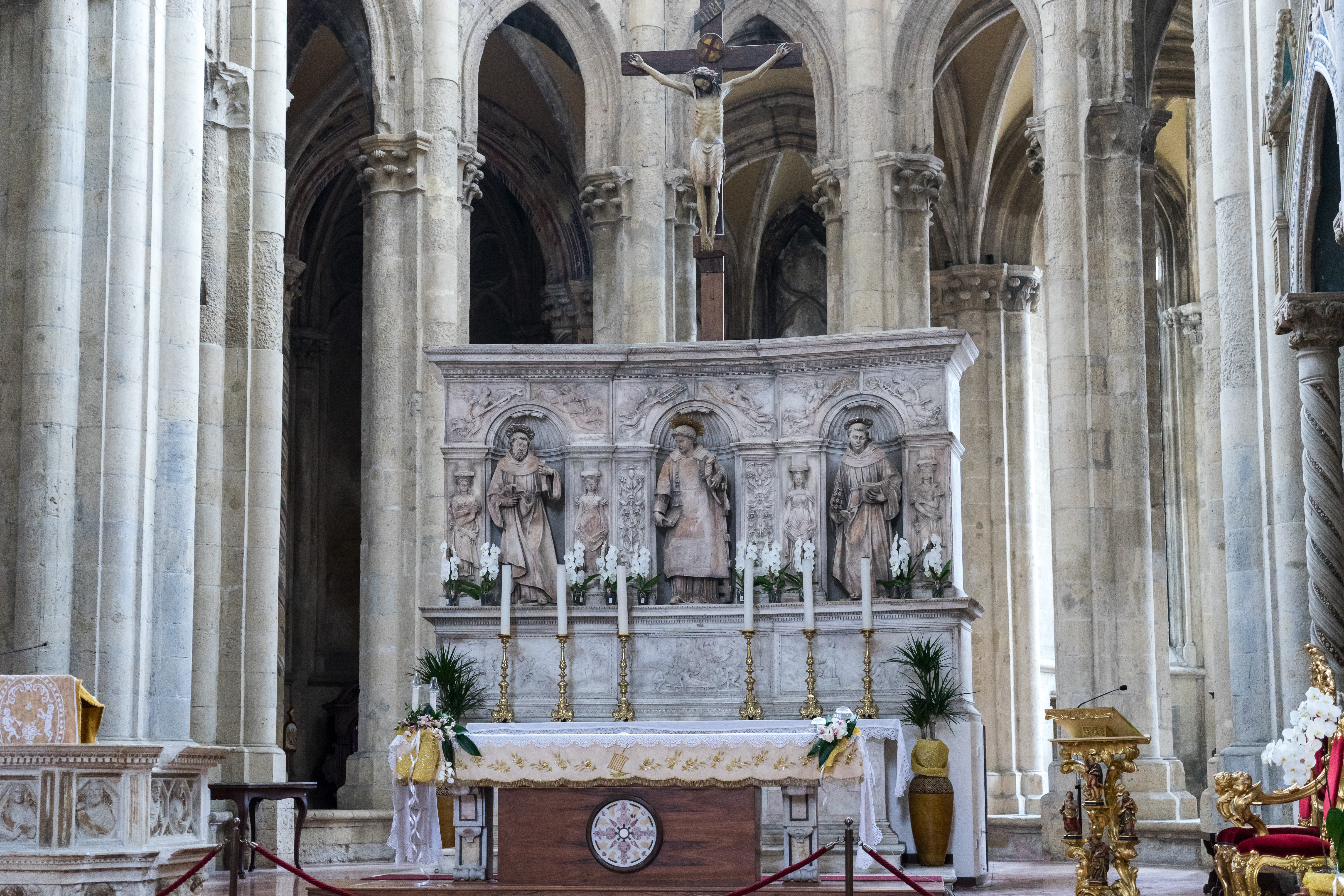
Hauptaltar von Giovanni da Nola
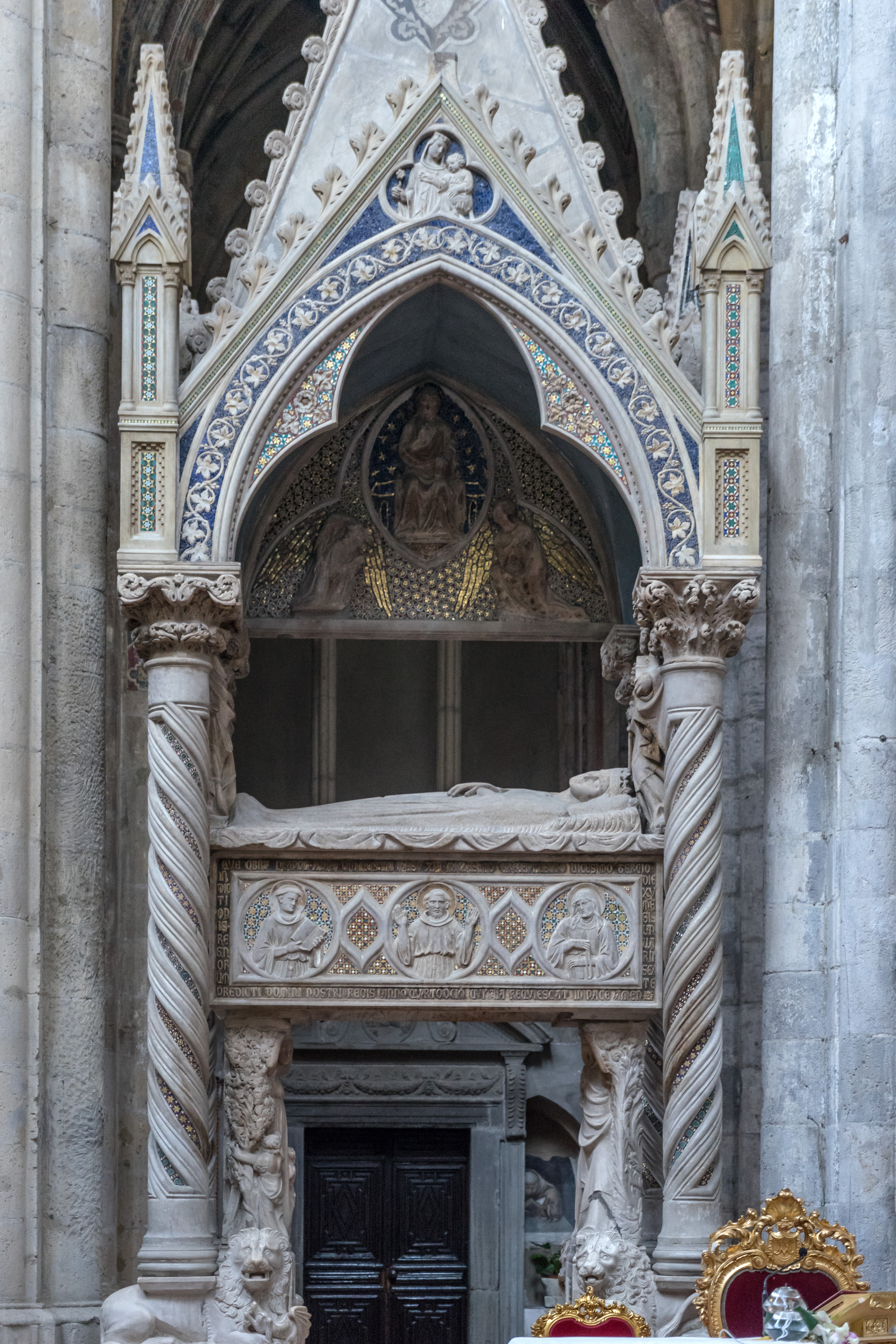
Tino di Camaino: Grabmal der Catherina d'Austria (1320–1323)
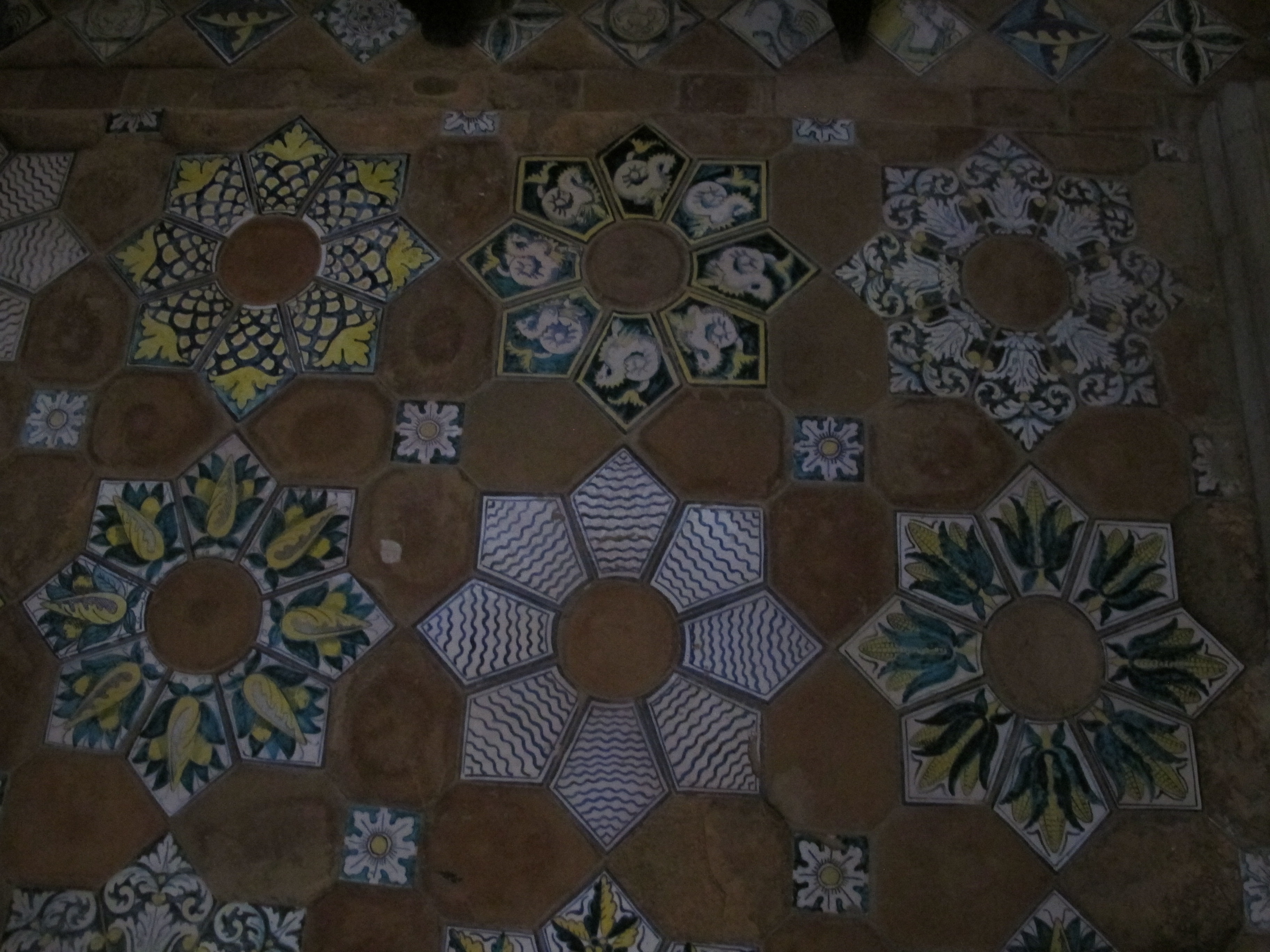
Majolikafußboden in einer der Seitenkapellen
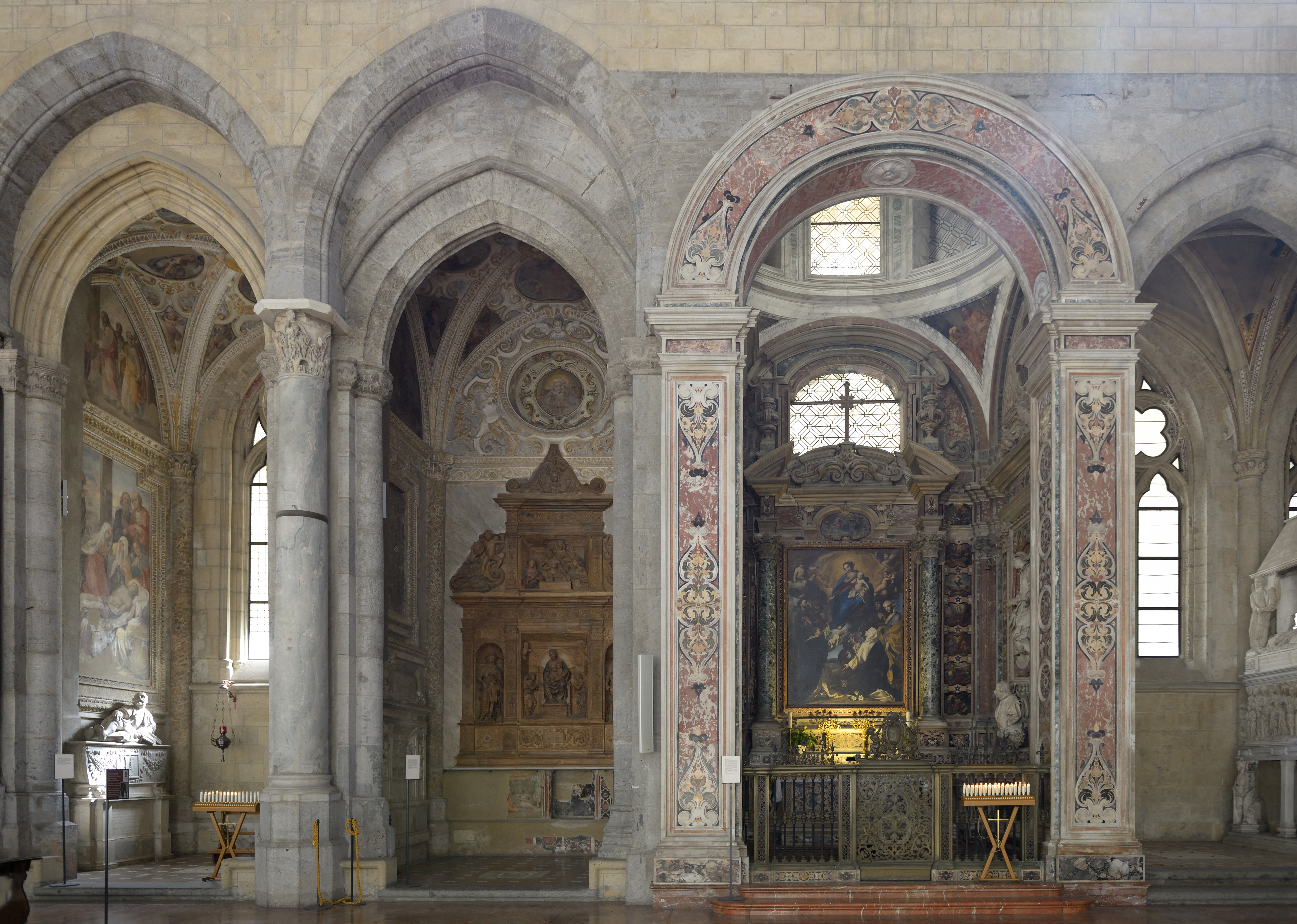
Capella San Rocco und Capella Cacace (1653, mit Marmordekor von Fanzago)
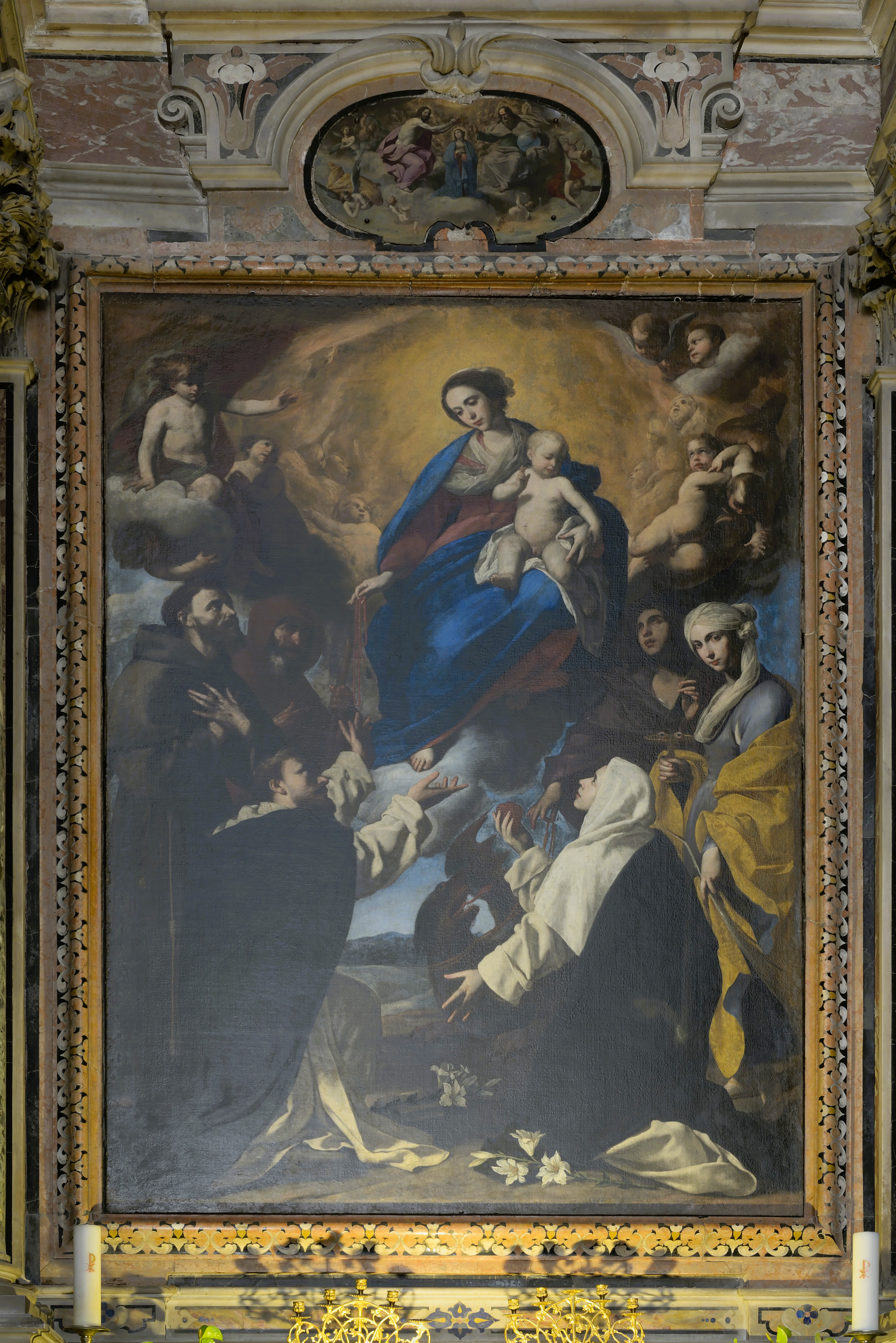
Rosenkranzmadonna von Massimo Stanzione in der Capella Cacace
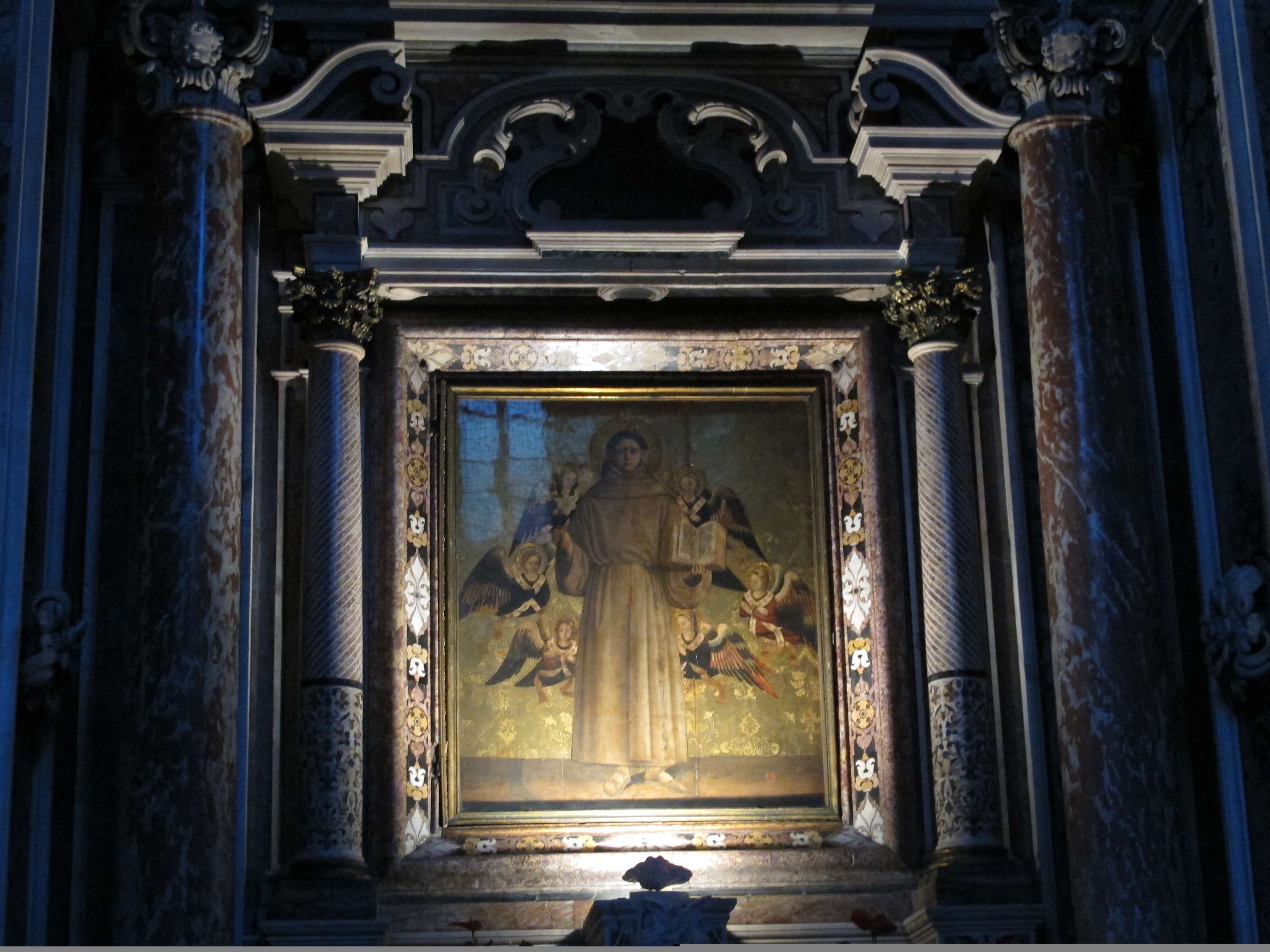
Leonardo da Besozzo: Heiliger Antonius mit Engeln, 1438
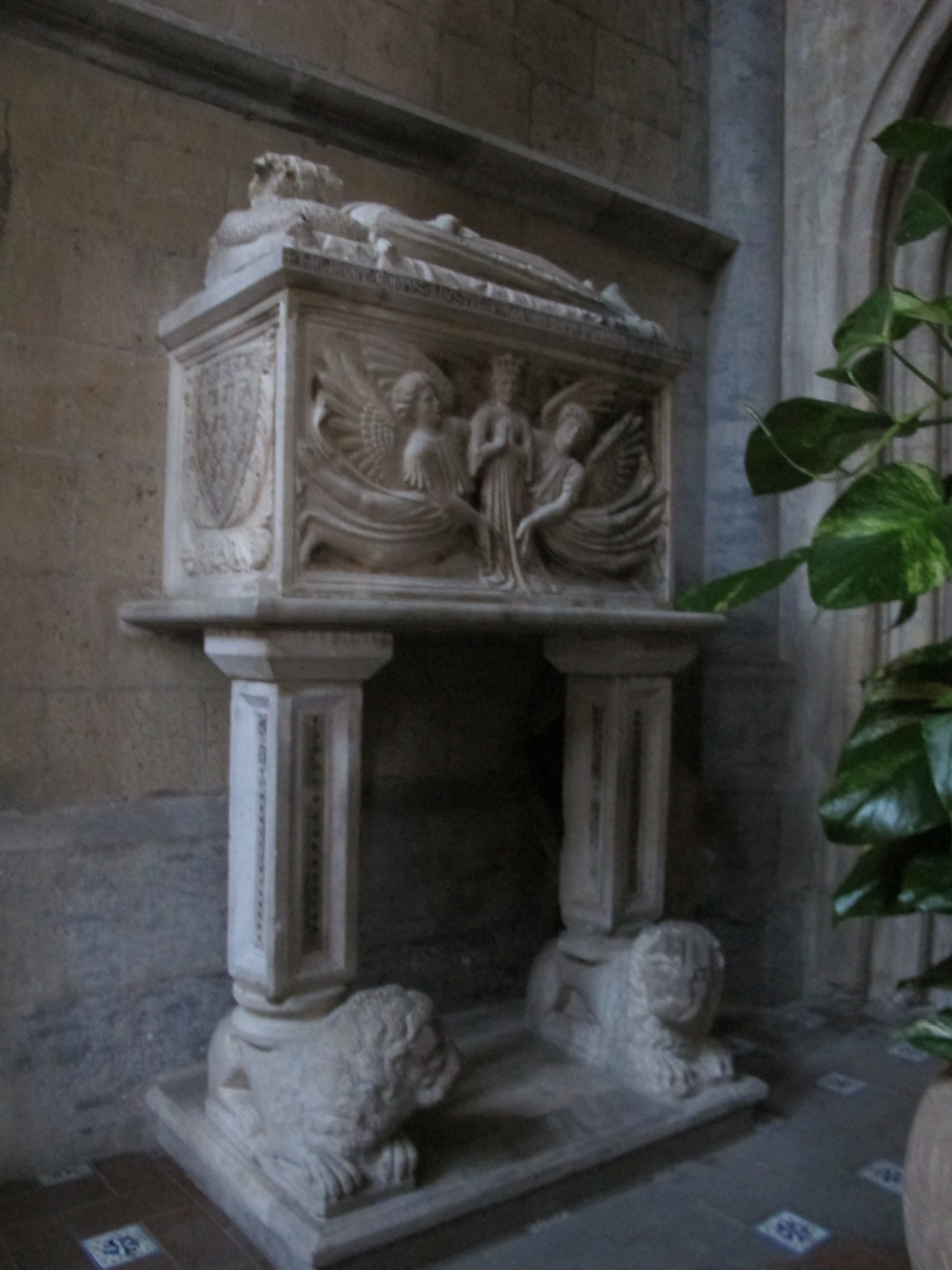
Grabmal der Maria Durazzo, Tochter von Carlo, Herzog von Kalabrien (1371)
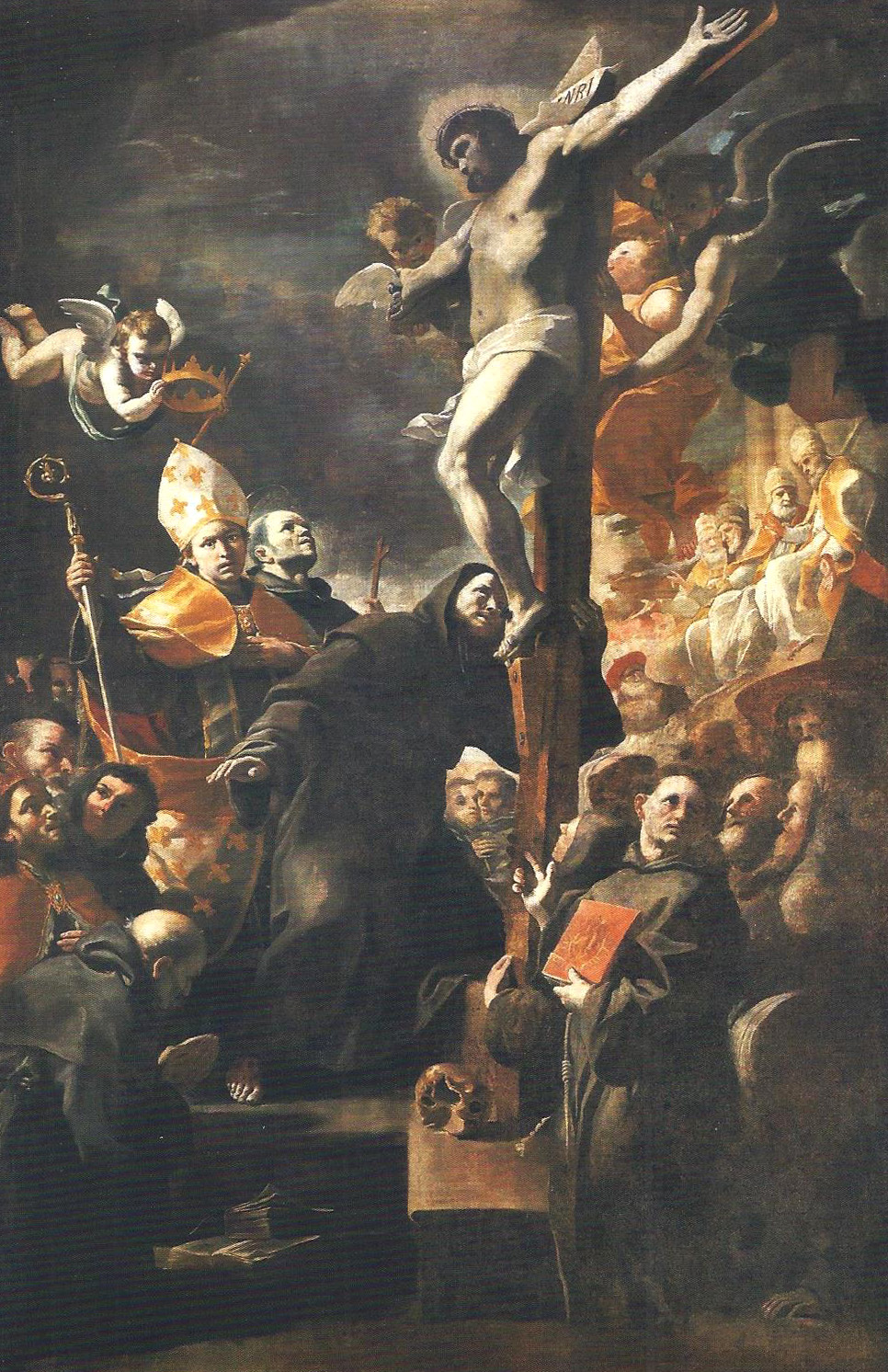
Kruzifix und Heilige Franziskaner von Mattia Preti (1657)
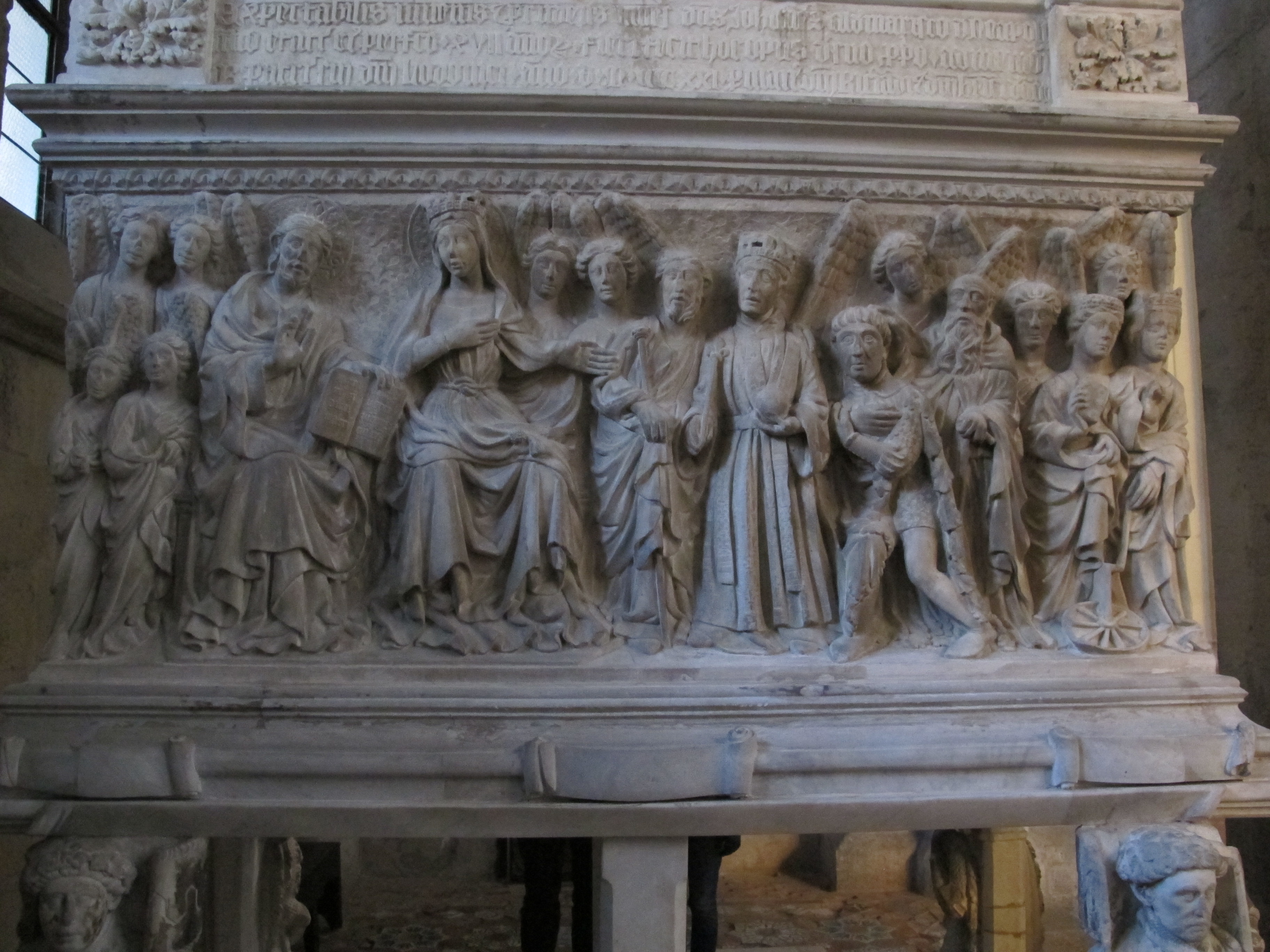
Reliefs von Antonio Baboccio am Grabmal des Ludovico Aldomorisco (1421)
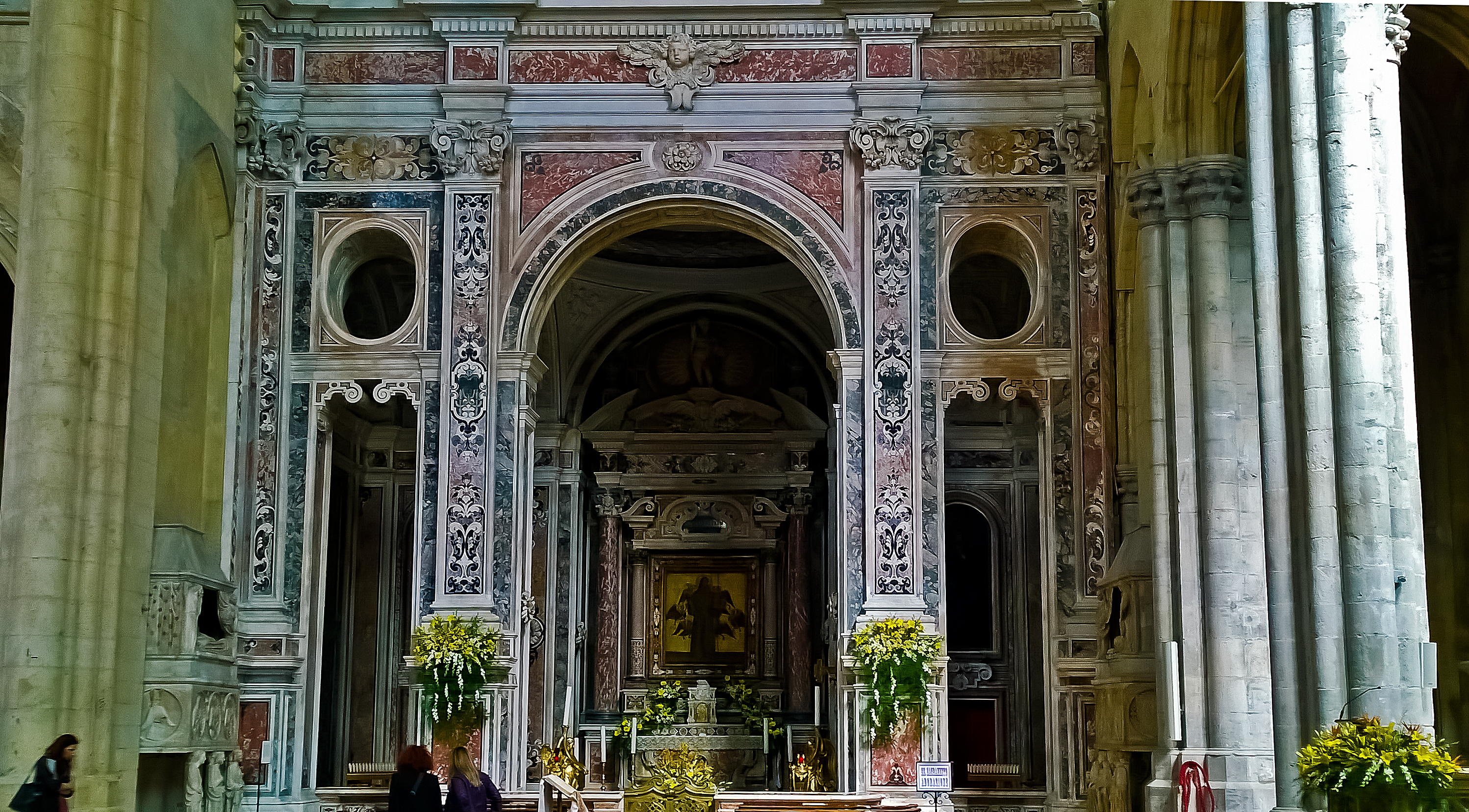
Cappellone di Sant'Antonio
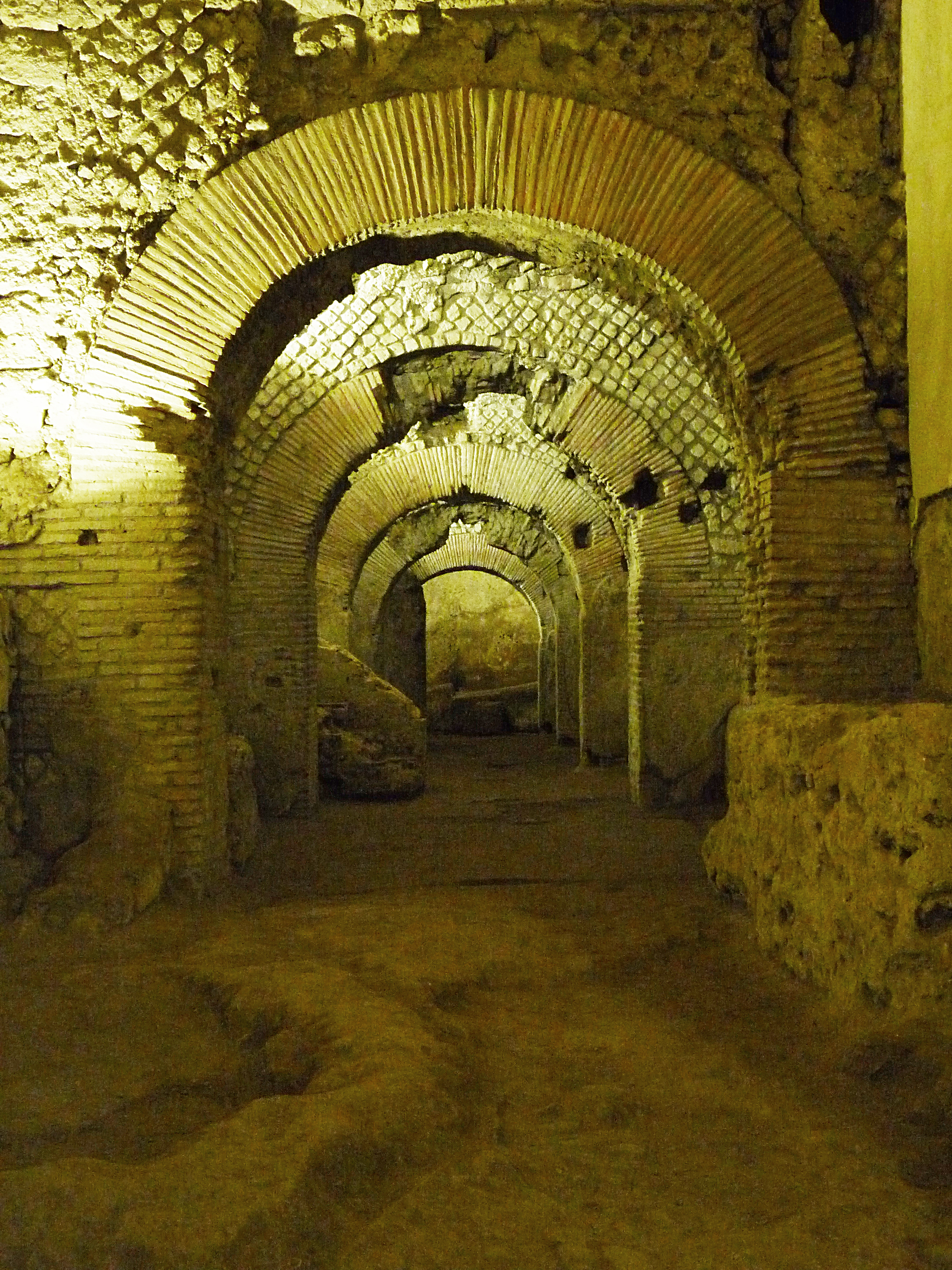
Kryptoportikus unter San Lorenzo Maggiore
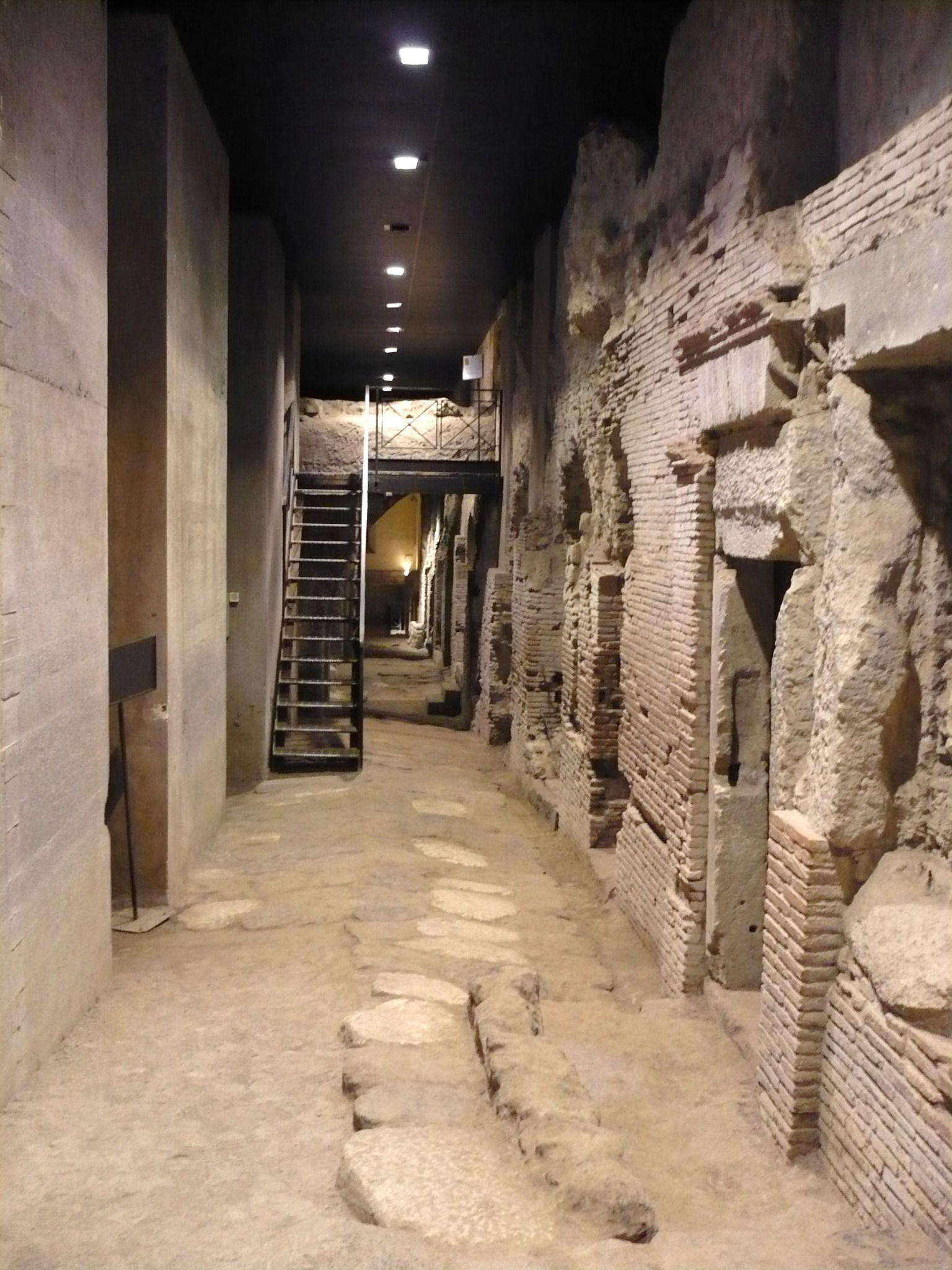
Ausgrabungen eines römischen Marktes unter San Lorenzo Maggiore